# Discarica di Cupinoro

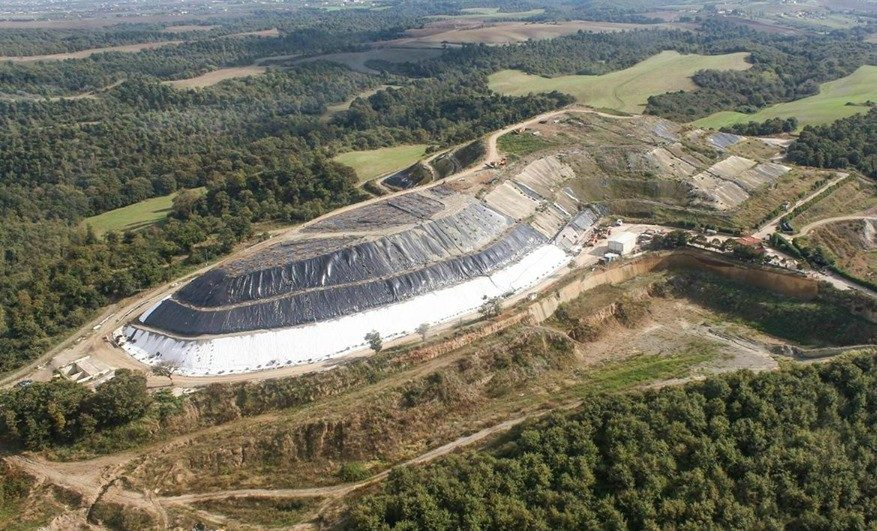
Veduta aerea dell'impianto di stoccaggio prima del capping

La discarica di Cupinoro è stata un'area per lo stoccaggio dei rifiuti situata al confine tra Bracciano e Cerveteri. Nasce abusivamente come deposito di rifiuti in una zona archeologica protetta di proprietà dell'Università Agraria di Bracciano all'inizio degli anni 1980, e viene riconosciuta ufficialmente il 4 ottobre 1991 con un atto notarile con cui il Comune di Bracciano le assegna il nome (lo stesso della località). La discarica fu chiusa temporaneamente il 1º febbraio 2014, e la chiusura è stata successivamente resa permanente nel 2017.

## Storia

### Gestione privati (1986-2004)
Nel 1986 il Comune di Bracciano avrebbe dovuto provvedere alla bonifica dell’area ma ciò non è avvenuto e la zona destinata alla realizzazione della discarica è stata pertanto posta sotto sequestro. Nel 1987 l’appalto è stato affidato ad un’altra ditta, la Ecopargas, che avrebbe dovuto da una parte bonificare il terreno contaminato, dall’altra ampliare il progetto di discarica. L’ampliamento è stato effettuato, ma ha interessato un’area circa quattro volte superiore a quella dichiarata da progetto.
La discarica, che nel 1991 è stata data in gestione alla Selif Spa (la quale aveva assorbito la Ecopargas), avrebbe dovuto soddisfare un bacino di utenza di 8 comuni, ma in realtà sono stati addirittura 25 i comuni della Regione Lazio che hanno conferito i loro rifiuti alla discarica di Cupinoro, provocando in questo modo la sua rapida saturazione: Anguillara Sabazia, Bracciano, Campagnano di Roma, Canale Monterano, Cerveteri, Castelnuovo di Porto, Capena, Magliano, Fiano, Formello, Civitella San Paolo, Ladispoli, Manziana, Mazzano, Nazzano, Morlupo, Ponzano Romano, Riano, Rignano, Sacrofano, Santa Marinella, Sant’Oreste, Torrita Tiberina, Trevignano Romano, Filacciano. Il tempo di saturazione della discarica era stato infatti stimato in 9 anni, ma il suo funzionamento è stato consentito anche oltre questo termine, in regime di proroga, in virtù dello stato di emergenza. Nel 2002, infatti, proprio per questo motivo, la Selif, che aveva cambiato nome in Sel (Servizi Ecologici Laziali), è stata autorizzata ad aumentare le volumetrie di 80.000 metri cubi (alcuni esponenti della società civile denunciano che ne siano stati invece realizzati addirittura 300.000).

### Bracciano Ambiente (2004-2014)

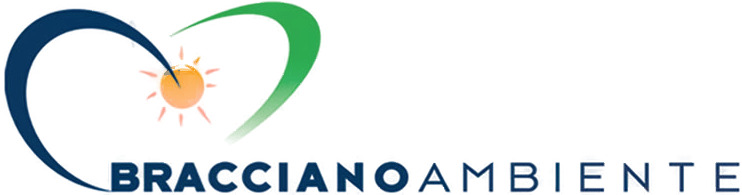
Logo Bracciano Ambiente

Nel 2004 l’amministrazione guidata da Enzo Negri estromette la Sel dalla gestione della discarica e nasce la Bracciano Ambiente S.p.A., la municipalizzata posseduta al 100% dal Comune di Bracciano, nata per gestire la discarica in cui all'epoca conferivano i propri Rifiuti Solidi Urbani ben 25 comuni. Pure nel 2004 ci fu una fuoriuscita di milioni di litri di percolato che entravano nei canali delle acque meteoriche e si dirigevano verso Ceri e il centro di Cerveteri; lo sversamento fu causato dalla volumetria eccessiva della discarica oltre 11 metri (misura dell'invaso).
Nel 2008 è stato rilasciato il primo permesso d’ampliamento alla Bracciano Ambiente Spa. Nello stesso anno è stato autorizzato il mutamento di destinazione d’uso temporaneo di alcuni terreni, per una superficie di circa 23 ettari.
Risale al 2010 invece una seconda autorizzazione per un ulteriore ampliamento, che ha coinvolto altri 29 ettari, portando la superficie complessiva della discarica a circa 52 ettari.
Tra il 2011 e il 2013 gli impianti che raccoglievano e smaltivano il percolato erano guasti o parzialmente funzionanti.
Nel 2013 la società ha chiesto una terza concessione per lavori di ampliamento, riguardante questa volta il permesso di costruzione di un nuovo invaso, che il comune di Bracciano ha prontamente provveduto a rilasciare. In questa occasione, però, il Ministero dei Beni e delle Attività Culturali (MIBACT) ha posto parere negativo, denunciando la mancanza dell’opportuna autorizzazione paesaggistica che viene accordata o dalla Soprintendenza per i Beni Architettonici e Paesaggistici o dalla Direzione Regionale per i Beni Culturali e Paesaggistici del MIBACT stesso.
Nasceva Il Comitato Bracciano Stop Discarica, creato da cittadini e associazioni che si opponevano all’arrivo dei rifiuti di Roma, alla discarica di Cupinoro e alla costruzione di nuovi invasi e mega-impianti pericolosi per ambiente e salute. Il Comitato con l’impegno spontaneo di molti cittadini che, attraverso manifestazioni, presidi, assemblee, riunioni fronteggiavano la gestione degli amministratori locali e dei loro referenti, il 16 Novembre 2013, in solidarietà con la manifestazione di Napoli per dire no al biocidio, ha posto un presidio in Piazza del Comune per poi concludere l’iniziativa con una "parata pacifica" a sostegno della lotta per la vita e per la tutela dell’ambiente.
Il 1º febbraio 2014 la discarica venne chiusa provvisoriamente, a causa dell'esaurimento delle volumetrie disponibili ad accogliere rifiuti, creando un caos rifiuti per i 25 comuni che si appoggiavano alla discarica.

### Gestione post-chiusura della discarica e fallimento della Bracciano Ambiente (2014-)
In seguito alla chiusura provvisoria della discarica, al centro della mobilitazione dei cittadini e del Comitato Bracciano Stop Discarica è stata posta la richiesta della messa in sicurezza della discarica, chiedendo che venisse fatta chiarezza su molte questioni che hanno destato sospetto e su meccanismi apparsi poco lucidi. Inoltre, i cittadini hanno chiesto di diventare parte attiva nella presa di decisioni che riguarda i loro territori.
Nel 2016 l’avvocato Silvia Fiori diventa Amministratore Delegato della Bracciano Ambiente mentre tre ex dirigenti sono stati accusati di concorso in traffico illecito di rifiuti rispetto al caso specifico della discarica di Cupinoro. La società fallita Bracciano Ambiente ha messo in vendita nel 2017 l’autorizzazione per il trattamento industriale dei rifiuti, ed è tornato dunque l’incubo della riapertura della discarica, a cui i cittadini si sono fortemente opposti attraverso una serie di manifestazioni.
Nel 2017 la discarica viene chiusa definitivamente e la sua gestione è stata affidata ad un Commissario ad Acta per procedere con il "capping" e l’impermeabilizzazione per isolare i rifiuti in modo che non rechino ulteriori danni all’ambiente.
Nel 2021 fu pubblicato il bando di gara per l’affidamento dei lavori da circa 8 milioni di euro per la realizzazione del capping definitivo.